# 鈴木浩文 (野球)
鈴木 浩文（すずき ひろふみ、1970年4月12日 - ）は、東京都出身の元プロ野球選手（内野手）、野球指導者。

## 来歴・人物
調布リトル・シニア両主将を務め、リトル時代の小学校6年、シニアでの中学2、3年の時に全国優勝。関東一高では2年春に三輪隆らと選抜高校野球準優勝、父の母校でもある早稲田大学では主将を務めた。リーグ通算87試合に出場、318打数93安打、打率.292、5本塁打、36打点、ベストナイン1回、3年秋に首位打者。
1992年度プロ野球ドラフト会議にてヤクルトスワローズから5位指名を受け、入団。
一軍での出場がないまま、1995年シーズンに現役を引退。引退後は先乗りスコアラー、編成部などを務め球団に残った。
山梨県にて初の硬式少年野球リトルチームを発足。後世の指導にあたる。2014年3月4日に学生野球資格を回復。2019年12月より母校・早稲田大学野球部のコーチに就任。
父親・鈴木秀俊は調布リトル・シニア、山梨学院大付高監督で荒木大輔、武田一浩らを指導した。

## 詳細情報

### 年度別打撃成績
- 一軍公式戦出場なし

### 背番号
- 43 （1993年 - 1995年）